# Ermengol Passola i Badia
Ermengol Passola i Badia foi um empresário e promotor cultural, nasceu em Barcelona no ano de 1925, ao lado do Palácio da Generalitat. Viver tão perto dos acontecimentos políticos dos anos trinta, segundo o mesmo, marcaram para sempre o seu sentimento nacionalista catalão.
Trabalhador infatigável, dedicou sua vida a Catalunha; desde os anos quarenta até hoje. Não se pode falar de atividades, nem iniciativas, para impulsionar a consciência nacional do povo catalão sem falar de Ermengol Passola
Esteve desde o começo na criação de uma das primeiras iniciativas da resistência cultural da Catalunha da pós-guerra, o Concurso Paroquial de Poesia de Cantonigròs. No início do desenho da Primeira Junta Diretiva do ADI-FAD Associação de Desenho Industrial do Fomento das Artes Decorativas, foi um importante impulsor e promotor da Nova Cançó tanto com a discográfica Edigsa e a livraria Ona, como com a discográfica Concèntric i La Cova del Drac. No ano 1980 cria a associação Amics de Joan Ballester e no ano 2001 Catalònia Acord
.
Em 1984 lhe foi outorgado o Prêmio Creu de Sant Jordi, em 1987 lhe foi entregue o V Prêmio Jaume I da Fundação Jaume I  (atualmente Fundação Lluís Carulla), e em 2003 recebeu o Memorial Lluís Companys da Fundação Josep Irla e em 2008 recebeu uma homenagem no Ateneu Barcelonès por seu trajetória de compromisso com a Catalunha.
A 1 de janeiro de 2009 faleceu em consequência de uma longa doença.